# C'est dur d'être un homme (film)
Série C'est dur d'être un homme
C'est dur d'être un homme : Maman chérie
(1969)
Pour plus de détails, voir Fiche technique et Distribution.
C'est dur d'être un homme (男はつらいよ, Otoko wa tsurai yo) est un film japonais réalisé par Yōji Yamada et sorti en 1969. C'est le premier des cinquante films de la série C'est dur d'être un homme.

## Synopsis
Torajirō Kuruma exerce le métier de colporteur, il décide de rendre visite à sa famille dans le quartier de Shibamata à Katsushika, après vingt ans sans avoir donné de ses nouvelles. Il retrouve son oncle Ryūzō et sa tante Tsune qui tiennent une échoppe, ainsi que sa jeune demi-sœur Sakura, devenue une belle jeune femme. Le lendemain, il accepte de remplacer son oncle lors d'une rencontre entre Sakura et les proches d'un prétendant de bonne famille en vue d'un mariage arrangé. Mais Torajirō fait capoter l'affaire après avoir abusé de la boisson et embarrassé l'assemblée par ses manières rustres et ses propos grivois. Après une violente dispute avec son oncle quant à son attitude, il s'enfuit de Tokyo.
Un mois plus tard, les Kuruma reçoivent des nouvelles de Tora-san dans une lettre envoyée par Fuyuko, la fille du grand prêtre du temple Shibamata Taishakuten. Son père et elle l'on rencontré à Nara lors d'un voyage touristique. Peu de temps après le retour à Shibamata de Fuyuko et de son père, Tora-san refait son apparition. Amoureux de la jeune fille, il lui tient compagnie mais finit par apprendre qu'elle est fiancée et va bientôt se marier. De son côté Sakura se fiance avec Hiroshi Suwa, un employé de l'imprimerie du voisin, depuis longtemps secrètement amoureux d'elle. Le cœur brisé, Tora-san reprend la route après le mariage de sa sœur.

## Fiche technique
- Titre : C'est dur d'être un homme
- Titre original : 男はつらいよ (Otoko wa tsurai yo?)
- Titres anglais : It's Tough Being a Man ; Am I Trying ; Tora-san Our Lovable Tramp[1]
- Réalisation : Yōji Yamada
- Scénario : Yōji Yamada et Azuma Morisaki (en)
- Photographie : Tetsuo Takaha (ja)
- Montage : Iwao Ishii (ja)
- Musique : Naozumi Yamamoto
- Décors : Chiyo Umeda
- Sociétés de production : Shōchiku
- Pays de production :  Japon
- Langue originale : japonais
- Format : couleur (Eastmancolor) — 2,35:1 — 35 mm — son mono
- Genre : comédie dramatique
- Durée : 91 minutes[2] (métrage : huit bobines - 2 504 m[2])
- Dates de sortie :
  - Japon : 27 août 1969[2]
  - États-Unis : 18 juillet 1974[1]

## Distribution
- Kiyoshi Atsumi : Torajirō Kuruma / Tora-san
- Chieko Baishō : Sakura, sa demi-sœur
- Shin Morikawa (ja) : Ryūzō Kuruma, son oncle
- Chieko Misaki (ja) : Tsune Kuruma, sa tante
- Chishū Ryū : Gozen-sama, le grand prêtre
- Sachiko Mitsumoto (ja) : Fuyuko, sa fille
- Gin Maeda (en) : Hiroshi Suwa, le fiancé de Sakura
- Takashi Shimura : le professeur Suwa, son père
- Taisaku Akino (ja) : Noboru
- Hisao Dazai (ja) : Umetarō Katsura, le voisin imprimeur

## Autour du film
Le film est classé 6e meilleur film japonais de l'année 1969 par la revue Kinema Junpō,. Il est sorti aux États-Unis sous le titre Am I Trying en juillet 1974.

## Distinctions
Sauf indication contraire, les informations mentionnées dans cette section peuvent être confirmées par la base de données cinématographiques IMDb,  présente dans la section « Liens externes ».

### Récompenses
- Prix Kinema Junpō 1970 : meilleur acteur pour Kiyoshi Atsumi[3],[4]
- Prix du film Mainichi 1970 : meilleur réalisateur pour Yōji Yamada et meilleur acteur pour Kiyoshi Atsumi[5],[6]
- Prix de l'association des scénaristes pour Azuma Morisaki (en)[6]
- 20e prix des Arts (ja) pour Yōji Yamada[6]